# 后湾沼泽
后湾沼泽（英語：Back Bay Fens）简称为The Fens，是美国波士顿的一个大型公园，绿宝石项链公园系统的一个组成部分。
公园由弗雷德里克·劳·奥姆斯特德设计。芬威-肯莫尔街区和波士顿红袜的主场芬威公园都因其得名。

## 图片

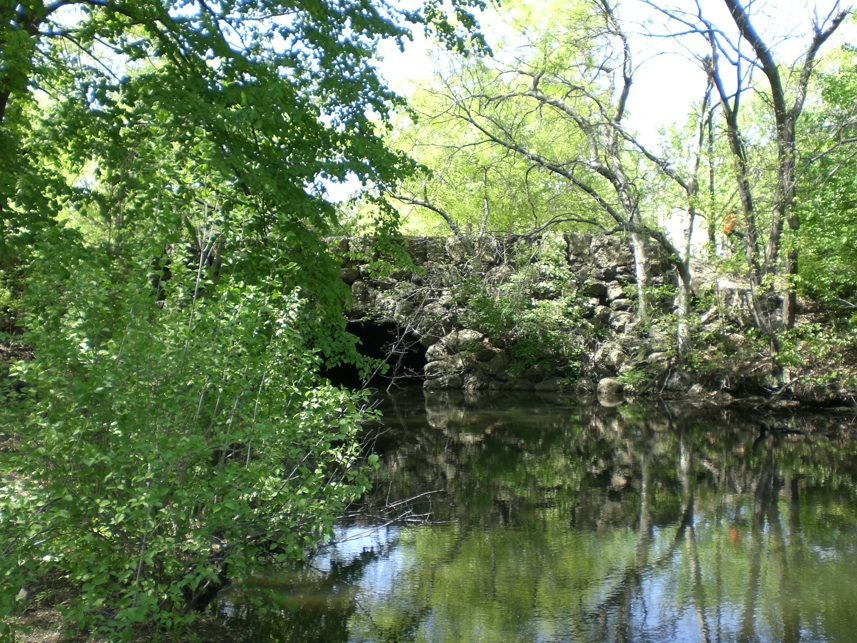
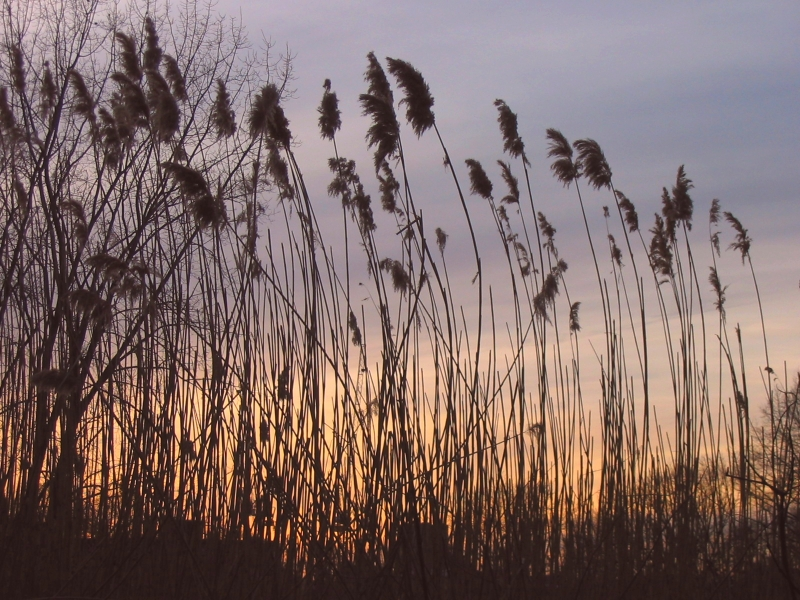
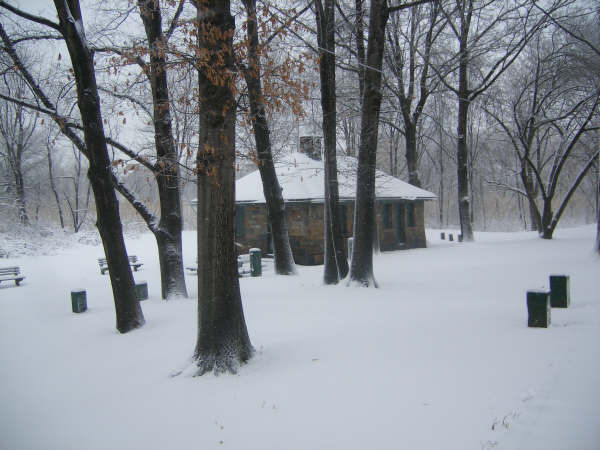
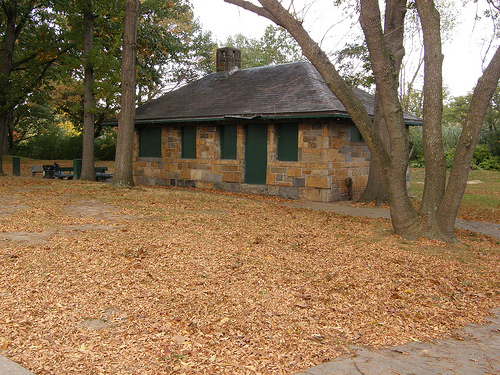
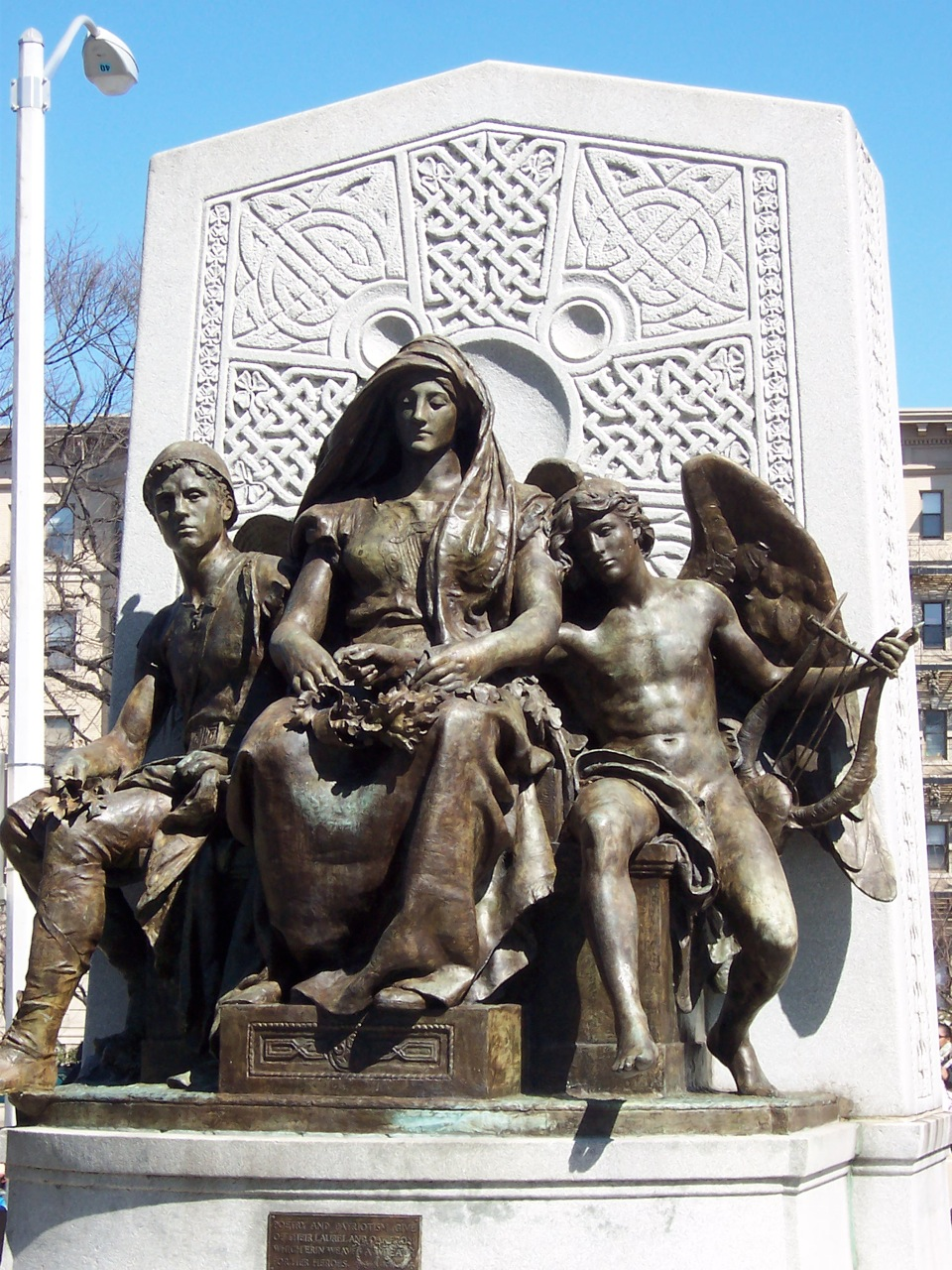
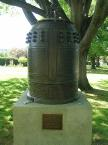

## 外部連結
- City of Boston - Back Bay Fens （页面存档备份，存于）
- Emerald Necklace Conservancy - Back Bay Fens （页面存档备份，存于）
- Fenway Victory Gardens （页面存档备份，存于）